# 60-Minuten-Takt
Unter dem 60-Minuten-Takt versteht man im schulischen Kontext die Umstellung der Unterrichtseinheiten von den üblichen 45 Minuten auf 60-Minuten-Stunden. Als Abkürzung wird häufig die Bezeichnung U60M (Unterricht in 60 Minuten-Einheiten) verwendet. 

## Legitimation 60-Minuten-Takt
Im Rahmen der Bemühungen um eine veränderte Unterrichtskultur in Deutschland, die auch geprägt ist von den Befunden der PISA-Studien, nehmen  kooperative Lernformen zunehmend Einzug in den Schulalltag, die selbstgesteuertes Lernen und Handlungsorientierung erfordern und Binnendifferenzierung im Unterricht ermöglichen. Diese Unterrichtsformen und -prinzipien erfordern jedoch häufig mehr Zeit am Stück, so dass die Ausweitung der Unterrichtseinheiten ein naheliegender Lösungsansatz ist.

## Zielsetzungen von U60M
Neben den oben genannten Gestaltungsprinzipien von Unterricht versprechen sich Schulen und Didaktiker von der Umstellung auf 60-Minuten-Stunden:
- mehr echte Lernzeit
- mehr Zeit für Übungsphasen
- mehr Zeit für saubere Vorbereitung, Durchführung und Protokollierung naturwissenschaftlicher Experimente
- leichtere Schulranzen dadurch, dass bei gleicher Lernzeit pro Tag weniger Unterrichtsstunden stattfinden
- einen ruhigeren Schulalltag
- bessere Bedingungen für Referate und Präsentationen

## Kritik
Ein Hauptkritikpunkt am 60-Minuten-Takt besteht in der nach wie vor willkürlich gesetzten Unterrichtslänge, da es bisher keine empirischen Untersuchungen zur optimalen Unterrichtslänge gibt. Somit ist nicht bewiesen, dass der Unterricht im 60-Minuten-Rhythmus dem im 45-Minuten-Rhythmus überlegen ist, auch wenn das subjektive Empfinden der Beteiligten (Schüler, Eltern, Lehrer) dies vermuten lässt. Kritiker fordern daher, den Unterricht gar nicht an einem Zeitraster, sondern an Unterrichtsinhalten zu orientieren. Dazu wäre beispielsweise auch die Abschaffung des Pausengongs hilfreich. 

## Alternativen
Manche Schulen setzen stattdessen auf das Doppelstundenmodell, bei dem versucht wird, alle Fächer zweistündig zu planen. Hier sind die einzelnen Stunden 90 Minuten lang.